# Alif Dhaal
Alif Dhaal är en administrativ atoll i Maldiverna. Den ligger i den västra delen av landet, den administrativa centralorten Mahibadhoo ligger 75 km väster om huvudstaden Malé. Antalet invånare vid folkräkningen 2014 var 9 086.
Alif Dhaal består av den södra delen av Ariatollen. Den består av 49 öar, varav tio är bebodda: Dhangethi,  Dhigurah, Dhihdhoo, Fenfushi, Hangnaameedhoo, Kunburudhoo, Maamigili, Mahibadhoo, Mandhoo och Omadhoo. Dessutom finns turistanläggningar på ett antal öar, dessa räknas officiellt som obebodda.